# Ludvík Kundera

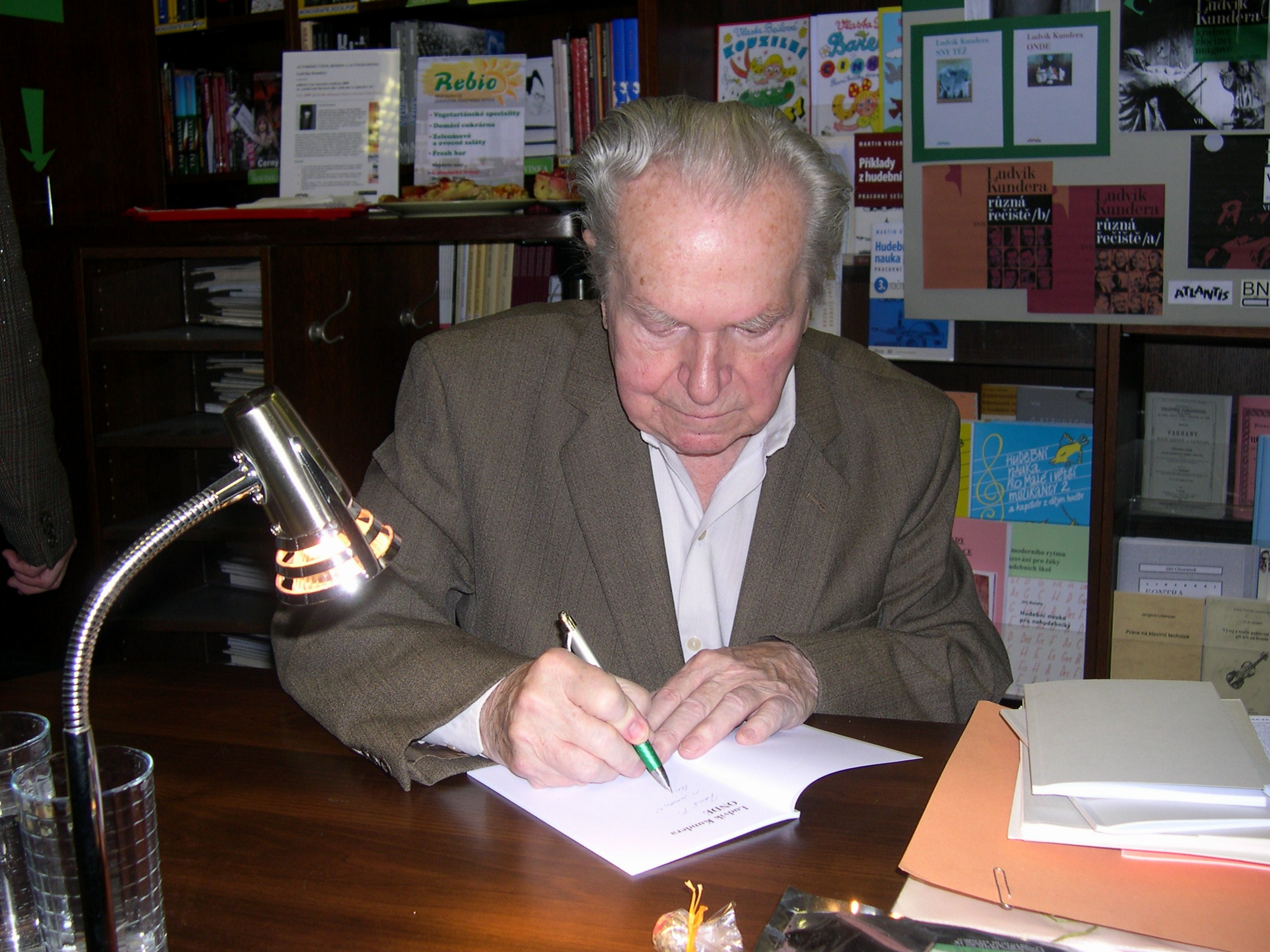
Ludvík Kundera (Herbst 2009)

Ludvík Kundera (* 22. März 1920 in Brünn; † 17. August 2010 in Boskovice) war ein tschechischer Schriftsteller. Er galt als Surrealist und wurde vor allem durch ironisch-satirische Gedichte, Erzählungen und Essays bekannt.

## Leben und Wirken

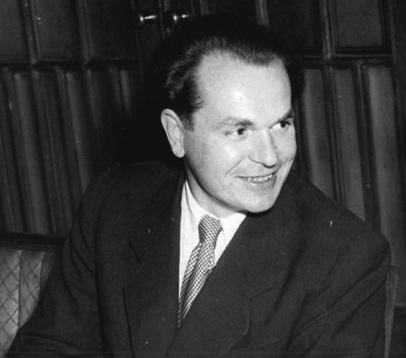
Kundera 1954 in Ost-Berlin

Nach dem Abitur 1938 am Leitmeritzer Gymnasium schrieb sich Kundera an der philosophischen Fakultät der Karls-Universität in Prag ein, wechselte allerdings nach Brünn, wo er von der Schließung der Universitäten im Zuge der deutschen Okkupation überrascht wurde. Sein Studium beendete er deshalb erst 1946. Er schrieb auch während seiner Zeit als Zwangsarbeiter in Berlin-Spandau. Nach dem Krieg wurde er Gründungsmitglied der surrealistischen Künstlervereinigung Skupina RA, deren Manifest, den Artikel Mladší surrealisté, er 1945 gemeinsam mit Zdeněk Lorenc verfasste. Sein 1961 veröffentlichtes Theaterstück Der totale Hahnenschrei (Totální kuropění) wechselt zwischen Versen, Prosa und Gesangsteilen. Seit 1967 war er Mitglied des P.E.N., seit 2001 des internationalen Franz Fühmann Freundeskreises (Internationaler Franz Fühmann Freundeskreis).
Seit den 1950er Jahren verband Kundera eine Arbeitsbeziehung mit Franz Fühmann, die späterhin zur Freundschaft wurde, aus der die beiden miteinander erarbeiteten Anthologien „Die Glasträne“ (1964, 1966) und „Die Sonnenuhr“ (1987, erweitert 1993) hervorgingen.
Von 1968 bis 1970 war Kundera Chefdramaturg am Schauspielhaus Brünn. Nach Erteilung des Publikationsverbots veröffentlichte er im Samisdat und gab 1973 bis 1975 eine Samisdat-Edition Host do domu (Gast ins Haus) heraus. Seit 1976 lebte er bis zu seinem Tod in Kunštát (Mähren). 1990 bis 1999 wurde Kundera mit Gastvorlesungen an Brünner und Olmützer Hochschulen betraut. Die Janáček-Akademie für Musik und Darstellende Kunst Brünn (JAMU) verlieh ihm die Ehrendoktorwürde. Seit Ende der 1990er Jahre erscheint eine umfangreiche Werkausgabe. Er war Mitglied der Bayerischen Akademie der Schönen Künste und der Sächsischen Akademie der Künste. Kundera gehörte dem Obec spisovatelů an. Er war der Neffe des Pianisten Ludvík Kundera und der Vetter des Schriftstellers Milan Kundera.
Zum 28. Oktober 2007, dem tschechischen Staatsfeiertag, wurde ihm von Präsident Václav Klaus die Medaille für Verdienste um den Tschechischen Staat im Bereich Kultur und Kunst zuerkannt.

## Preise
- 1993: Österreichischer Staatspreis für literarische Übersetzung
- 1996: Tschechischer Staatspreis
- 1998: Andreas-Gryphius-Sonderpreis
- 2000: Ján-Smrek-Preis, verliehen durch eine Jury des Internationalen Ján-Smrek-Festivals in Bratislava, Slowakei
- 2002: Leipziger Buchpreis zur Europäischen Verständigung (Anerkennungspreis)
- 2002: Kunstpreis zur deutsch-tschechischen Verständigung des Adalbert-Stifter-Vereins
- 2007: Tschechische Verdienstmedaille ersten Grades (Medaile za zásluhy)[3]

## Werke
- Über die zeitgenössische tschechische Dichtung, in Plan, Jg. 2, Nr. 3, 1947, S. 150
- Elemente in uns. Gedichte 1946.
- Deutsche Porträts. Essays 1956.
- Vermerke und Ansprachen. Gedichte 1961.
- Die Glasträne. Anthologie Tschechischer Poesie. 1964 und 1966.
- Halloh der Sturm, der große Sturm ist da. Expressionismus-Anthologie 1969.
- Und der Dichter? – Zwiebelzwerg Verlag (1979) Mitarbeit und Essay in dem Band von Frantisek Halas
- Der dreizehnte Monat. Sammlung Hruden 1985 und 1993.
- (als Hrsg. und Übers.) [Band I:] Die Sonnenuhr. Tschechische Lyrik aus 11 Jahrhunderten. [Band I:] Teil 1 und 2: 10.–19. Jahrhundert. I. Teil: Der Baum das Blattkleid um sich schlingt. 10. bis 18. Jahrhundert. II. Teil: Hadert nicht, daß ich am Bau euch rüttle. 19. Jahrhundert (= Reclams Universal-Bibliothek, Bd. 1153). Aus dem Tschechischen [v. Ludvík Kundera (Interlinearübersetzung)]. Nachdichtungen v. Otto F. Babler, Heinz Czechowski, Elke Erb, Franz Fühmann, Louis Fürnberg, Barbara Grüning, Uwe Grüning, Uwe Kolbe, Kito Lorenc, Walther Petri, Richard Pietraß, Brigitte Struzyk. Übers. der Einleitungen v. Karl-Heinz Jähn. Hg. v. Ludvík Kundera. Verlag Philipp Reclam jun., Leipzig 1987, ISBN 3-379-00045-0 (Bd. I/II), ISBN 3-379-00043-4 (Bd. I).
- (als Hrsg. und Übers.) [Bd. II:] Die Sonnenuhr. Tschechische Lyrik aus 11 Jahrhunderten. [Bd. II:] Teil 3: 1900–1950. III. Teil: Verweile, Leben. 1900–1950 (= Reclams Universal-Bibliothek, Bd. 1154). Aus dem Tschechischen [von Ludvík Kundera (Interlinearübers.)]. Nachdichtungen von Otto F. Babler, Heinz Czechowski, Stefan Döring, Elke Erb, Roland Erb, Franz Fühmann, Louis Fürnberg, Barbara Grüning, Uwe Grüning, Peter Hacks, Uwe Kolbe, Ludvík Kundera, Walther Petri, Richard Pietraß, Odwin Quast, Vilém Reichmann, Jürgen Rennert. Übers. der Einleitungen v. Karl-Heinz Jähn. Hg. v. Ludvík Kundera. Verlag Philipp Reclam jun., Leipzig 1987, ISBN 3-379-00044-2 (Bd. II).
- Fälle. Gedichte 1992.
- Fall der Dinge. Gedichte 1992.
- Geruch des Salzes. Deutsche Dichter des 20. Jahrhunderts. 1996.
- Könige Verbrecher Magusse 1998.
- als Herausgeber: Die Seele Brünns [zusammengestellt von Ludvík Kundera und Alena Mizerová, übersetzt aus dem Tschechischen von Eduard Schreiber, Bernd Magar u. a. ], Verlag der Masaryk-Universität, Brno 1998, ISBN 80-210-4557-4 (erschien auch tschechisch (Duše Brna) und englisch (The Spirit of Brno)).
- Brecht 1999.
- Berlin. Erzählung. Reihe gerettete Texte. Weimar 2000.
- als Herausgeber: Anthologie des Poetismus. München 2004 (mit Eduard Schreiber)
- Erinnerungen an Städte/Stätten, wo ich niemals war / Vzpomínky na města/místa, kde jsem nikdy nebyl [Gedichte], illustriert von Christian Thanhäuser, übersetzt aus dem Tschechischen von Eduard Schreiber,  Edition Thanhäuser, Ottensheim an der Donau 2004, ISBN 3-900986-56-8. (Text deutsch und tschechisch)
- el do Ra Da(da). Gedichte, Erzählungen, Erinnerungen, Bilder. Wuppertal 2007.
- Ludvík Kundera. (= Poesiealbum. 281). Märkischer Verlag, Wilhelmshorst 2008, ISBN 978-3-931329-81-5.

Veröffentlichungen in deutschen Zeitschriften und Anthologien, eine tschechische Werkausgabe ist in Vorbereitung.